# Amphidium clastophyllum
Amphidium clastophyllum är en bladmossart som beskrevs av Jules Cardot 1908. Amphidium clastophyllum ingår i släktet trattmossor, och familjen Orthotrichaceae. Inga underarter finns listade i Catalogue of Life.